# Franz Koglmann

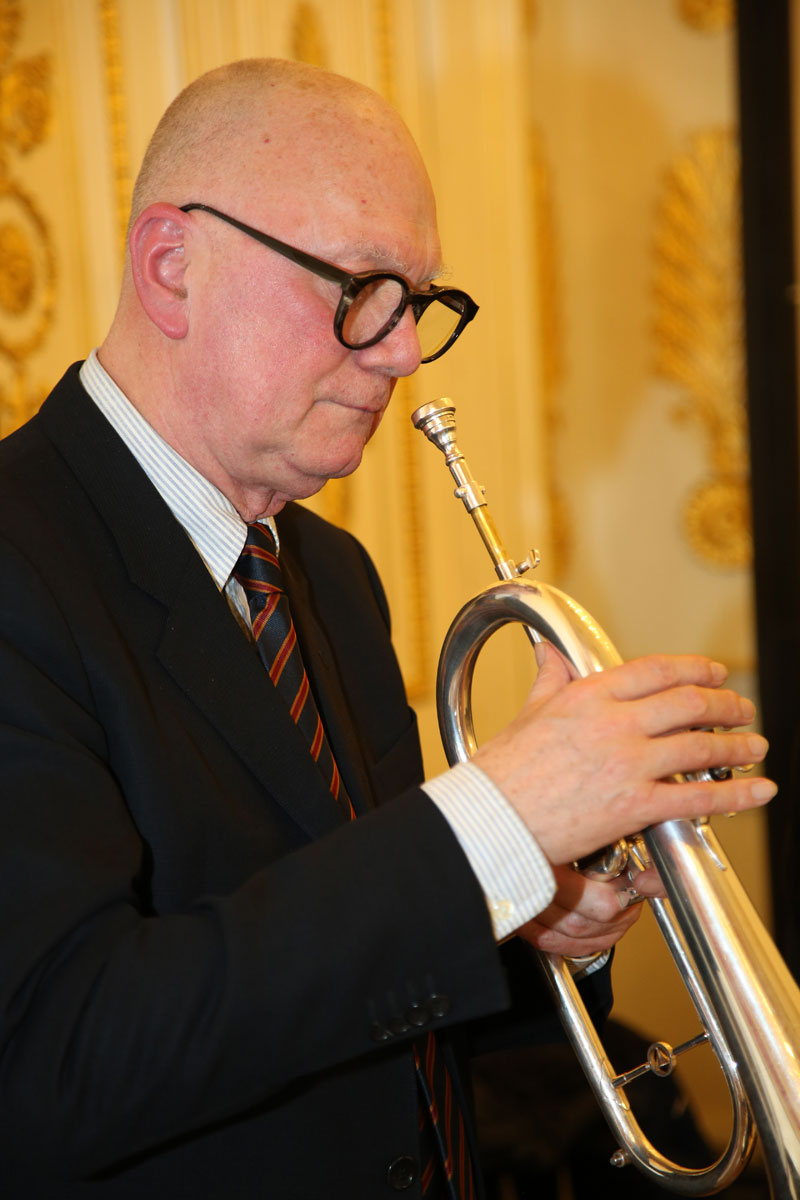

Franz Koglmann (nacido en 1947) es un trompetista y compositor de jazz austríaco. 
Koglmann ha tocado o grabado con una larga serie de músicos, como Lee Konitz, Paul Bley, Georg Gräwe, Andrea Centazzo, Theo Jörgensmann, Wolfgang Reisinger, Enrico Rava, Yitzhak Yedid, John Lindberg y muchos otros. Para celebrar que Sibiu fue la Capital Europea de la Cultura en 2007, Koglmann escribió su obra Nocturnal Walks.

## Discografía

### Como líder
- Franz Koglmann (1973). Flaps. Pipe.
- Franz Koglmann (1984). Schlaf Schlemmer, Schlaf Magritte. hatART.
- Franz Koglmann (1986). Ich. hatART.
- Franz Koglmann (1990). Orte Der Geometrie. hatART.
- Franz Koglmann Pipetet (1990). The Use of Memory. hatART.
- Franz Koglmann (1990). A White Line. hatART.
- Franz Koglmann (1991). L' Heure Bleue. hatART.
- Franz Koglmann (1995). Cantos I-IV. hatHUT.
- Franz Koglmann (1997). O Moon My Pin-Up. hatOLOGY.
- Franz Koglmann (1999). Make Believe. Between the Lines.
- Franz Koglmann & Monoblue Quartet (2000). An Affair with Strauss. Between the Lines.
- Franz Koglmann (2001). Don't Play, Just Be. Between the Lines.
- Franz Koglmann (2001). Venus In Transit. Between the Lines.
- Franz Koglmann (2003). Fear Death By Water. Between the Lines.
- Franz Kohlmann (2019). Fruits of solitude. Hat Hut Records

### Como colaborador
- Steve Lacy + 16 (1990). Itinerary. hatART.
- Paul Bley (1995). 12 (+6) In a Row. hatHUT.
- Paul Bley; Franz Koglmann; Gary Peacock (1995). Annette. hatHUT.
- Ton Art (1995). Mal Vu Mal Dit. hatHUT.
- Franz Koglmann; Lee Konitz (1995). We Thought About Duke. hatHUT.
- Ton Art (1995). Zu. hatHUT.
- Michel Wintsch (1999). Michel Wintsch & Road Movie. Between the Lines.
- Tony Coe; Roger Kellaway (2000). British-American Blue. EFA.
- Enrico Rava (2000). Duo En Noir. Between the Lines.
- Oskar Aichinger (2000). Elements of Poetry. Between the Lines.
- Rajesh Mehta (2000). Reconfigurations. Between the Lines.
- Andrea Centazzo; Lol Coxhill; Franz Koglmann (2000). Situations. Robi Droli/Newtone.
- Andreas Willers (2000). Tin Drum Stories. Between the Lines.
- John Lindberg Ensemble (2000). A Tree Frog Tonality. Between the Lines.
- Peter Herbert (2001). B-A-C-H: A Chromatic Universe. Between the Lines.
- François Houle (2001). Cryptology. Between the Lines.
- Gebhard Ullmann (2001). Essencia. Between the Lines.
- Extraction. Between the Lines. 2001.
- James Emery (2001). Luminous Cycles. Between the Lines.
- Dixon, Bill (2001). Opium. Between the Lines.
- Oskar Aichinger (2001). To Touch a Distant Soul. Between the Lines.
- Michael Moore (2002). Air Street. Between the Lines.
- Andrea Centazzo (2002). Live with the Mitteleuropa Orchestra. Felmay.
- Hannes Enzlberger (2002). Songs to Anything That Moves. Between the Lines.
- Gerry Hemingway (2002). Songs. Between the Lines.
- John Lindberg Quintet (2002). Two By Five. Between the Lines.
- Giorgio Occhipinti (2003). Histoire. Between the Lines.
- Andreas Willers (2003). In The North. EFA.
- Yitzhak Yedid (2003). Myth of the Cave. Between the Lines.
- John Lindberg (2003). Ruminations Upon Ives and Gottschalk. Between the Lines.
- Oskar Aichinger (2003). Synapsis. Between the Lines.
- Hannes Enzlberger (2003). Tango 1-8. Between the Lines.
- James Emery (2003). Transformations. Between the Lines.
- Peter Herbert (2003). You're My Thrill. Between the Lines.
- Andreas Willers (2005). Montauk. Between the Lines.
- Yitzhak Yedid (2005). Passions and Prayers. Between the Lines.